# 쿠와하라 유우키
쿠와하라 유우키(일본어: 桑原 由気 くわはら ゆうき[*], 1991년 6월 24일 ~ )는 일본의 여성 성우. 나가사키현 사세보시 출신. 마우스 프로모션 소속.

## 출연 작품

### 극장판 애니메이션
- 2025년 영화 코바야시네 메이드래곤 외로움쟁이 용 - 토르 역